# مخطط النقاط والأرقام
الرسم البياني النقطي والرقمي هو أسلوب رسم بياني يُستخدم في التحليل الفني. لا يقوم على رسم السعر مقابل الزمن كما تفعل الرسوم البيانية الزمنية، بل يرسم السعر مقابل تغيرات الاتجاه من خلال رسم عمود من علامات X عند ارتفاع السعر وعمود من علامات O عند انخفاضه.  

## تاريخ
هذه التقنية عمرها أكثر من 100 عام. كان "هويل" أول من كتب عنها وعرض مخططاتها في كتابه الصادر عام 1898 بعنوان "اللعبة في وول ستريت". ألف فيكتور ديفيليرز أول كتاب/دليل مُخصص لتقنية النقطة والرقم عام 1933. روّجت شركة تشارتكرافت الأمريكية لهذا النظام في أربعينيات القرن الماضي. أسس كوهين تشارتكرافت وكتب عن رسم النقاط والرقم عام 1947. نشرت تشارتكرافت المزيد من الكتب الرائدة في رسم النقاط والرقم، وتحديدًا كتب بيرك وأبي وزيغ. لا تزال تشارتكرافت تعمل حتى اليوم، مُقدمةً خدمات يومية للسوق الأمريكية تحت اسم "إنفستورز إنتليجنس". لا يزال الخبير المخضرم مايك بيرك يعمل في تشارتكرافت، بعد أن بدأ العمل عام 1962 تحت إشراف كوهين. درّب بيرك خبراء آخرين في هذا المجال، مثل توماس دورسي الذي كتب نصوصًا موثوقة حول هذا الموضوع.
يمكن العثور على تاريخ مفصل في كتاب جيريمي دو بليسيس "الدليل النهائي للنقطة والرقم" حيث تم الاستشهاد بالعديد من المراجع والأمثلة. 
يصف دو بليسيس التطور التاريخي لهذه المخططات من نظام تسجيل الأسعار إلى طريقة رسم بياني. تتبع المتداولون الأسعار عن طريق كتابتها في أعمدة. لاحظوا أنماطًا في سجل أسعارهم وبدأوا في الإشارة إليها أولاً باسم "مخططات التقلب" ثم باسم "مخططات الأرقام". بدأوا في استخدام X بدلاً من الأرقام وأصبحت هذه المخططات تُعرف باسم "مخططات النقاط". استخدم المتداولون كل من مخططات النقاط ومخططات الأرقام معًا وأشاروا إليها باسم مخططات النقاط والأرقام الخاصة بهم، ومن هنا يقترح دو بليسيس أن اسم النقطة والرقم جاء. يتم رسم مخططات النقاط والأرقام الحديثة باستخدام X وO حيث تمثل أعمدة X أسعارًا مرتفعة وأعمدة O أسعارًا منخفضة، على الرغم من أن العديد من التقليديين مثل ديفيد فولر ولويز يامادا ما زالوا يستخدمون طريقة النقاط X فقط للرسم.

## مزايا النقطة والشكل
تعتمد مخططات النقاط والأرقام بشكل أساسي على حركة السعر، وليس الوقت. إذا لم تكن هناك تحركات كبيرة في الأسعار بمرور الوقت، فلن تظهر المخططات أي بيانات جديدة. يمكن أن يجعل هذا الاختلاف هذه الطريقة مثالية لاكتشاف الأنماط والاتجاهات الاتجاهية بتنسيق مكثف.

## كيفية الرسم

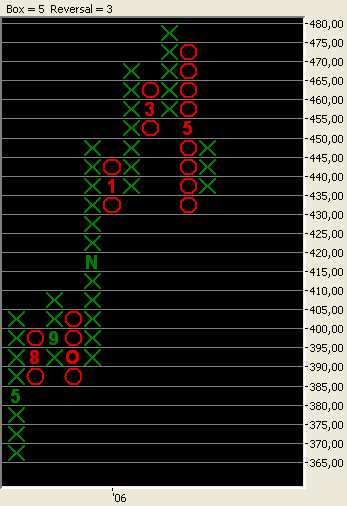
نموذج لرسم بياني للنقاط والأرقام مع ضبط حجم المربع على 5 دولارات وتعيين عتبة الانعكاس على 3 أحجام مربعات.

الطريقة الصحيحة لرسم مخطط بياني بنقط وأرقام هي تسجيل كل تغير في السعر، إلا أن التطبيق العملي جعل هذا الأمر صعبًا على عدد كبير من الأسهم، لذا يستخدم العديد من مخططي النقاط والأرقام أسعار الملخص في نهاية كل يوم. يفضل البعض استخدام سعر إغلاق اليوم، بينما يفضل آخرون استخدام أعلى أو أدنى سعر لليوم، حسب اتجاه العمود الأخير. ابتكر أ. و. كوهين طريقة الارتفاع/الانخفاض في كتابه الصادر عام 1947 بعنوان "كيفية استخدام طريقة الانعكاس ثلاثية النقاط لتوقيت سوق الأسهم بنقط وأرقام"، ولها قاعدة جماهيرية واسعة.
تُبنى المخططات البيانية بتحديد القيمة التي يمثلها كل من X وO. يُتجاهل أي تغير في السعر أقل من هذه القيمة، لذا تعمل النقطة والشكل كغربال لتصفية التغيرات السعرية الصغيرة. تتغير أعمدة المخططات البيانية عندما يتغير اتجاه السعر بقيمة عدد معين من X أو O. كان هذا المخطط تقليديًا مخططًا واحدًا، ويُسمى مخططًا عكسيًا بمربع واحد. أما المخطط الأكثر شيوعًا فهو مخطط ثلاثي المربعات، ويُسمى مخططًا عكسيًا بثلاثة مربعات.

## خطوط الاتجاه 45 درجة
نظرًا لأن مخططات النقاط والأرقام مرسومة على ورق مربع، فمن الممكن استخدام خطوط بزاوية 45 درجة لتحديد اتجاهات الصعود والهبوط من الارتفاعات والانخفاضات المهمة على الرسم البياني مما يسمح بتحليل موضوعي للاتجاهات.

## أهداف الأسعار
كما يوجد أيضًا في الاستخدام الشائع طريقتان للحصول على أهداف الأسعار من الرسوم البيانية النقطية والرقمية: تقيس الطريقة الرأسية طول الدفع من قمة أو قاع، وتُسقط الدفع لتحديد الهدف. تقيس الطريقة الأفقية عرض نمط الازدحام، وتستخدم ذلك لتحديد الهدف.

## الحوسبة
في الولايات المتحدة، استخدمت شركة تشارتكرافت جهاز آي بي إم 360 في الستينيات لإنتاج مخططات النقاط والأشكال.
أُتمتت المخططات في المملكة المتحدة في أوائل ثمانينيات القرن الماضي بواسطة شركة إنديكسيا التي يديرها جيريمي دو بليسيس. وزادت هذه الأتمتة من شعبية واستخدام مخططات النقاط والأرقام، إذ أمكن عرض مئات المخططات وتعديلها بسرعة وسهولة. وفي الوقت نفسه، طُوّرت طريقة لتدرج المخططات، حيث حُدّدت قيمة X وO كنسبة مئوية بدلاً من سعر. وقد سمح هذا بثبات حساسية مخططات النقاط والأشكال مهما كان مستوى السعر.
يوثّق كوفمان، في كتابه "أنظمة وأساليب التداول الجديدة" (2005)، بحثًا أجراه هو وكيرميت زيغ على مدى سنوات عديدة في استخدام الرسوم البيانية النقطية والرقمية الحاسوبية. كما طوّر لوبو ولوكاس رسومًا بيانية نقطية ورقمية حاسوبية في كتاب "دليل المتداولين الفنيين للتحليل الحاسوبي لأسواق العقود الآجلة".

## روابط خارجية
- نموذج مخطط أسهم P&F لمؤشر داو جونز الصناعي

## قراءة إضافية
- أبي، كارول د. جونيور. رسم النقاط والأشكال: الدليل الكامل(ردمك 0-934380-30-9)
- أندرسون، ج. أ. وفاف، ر. "الرسم البياني بالنقاط والأشكال: منهجية حسابية وأداء التداول في سوق العقود الآجلة لمؤشر ستاندرد آند بورز 500"، المجلة الدولية للتحليل المالي (قيد النشر، 2006)
- أندرسون، جا، 2004. "مخططات P&F - الطريقة الحسابية وأشكال التوزيع"، فصل في التمويل الحسابي وتطبيقاته ، ويتبريس، المملكة المتحدة
- بيرك، مايكل ل. دليل جديد كليًا لطريقة عكس النقاط الثلاث للنقطة والشكل ، 116 صفحة، غلاف حلقي،(ردمك 99931-2-861-9) .
- كوهين، أ. و. كيفية استخدام أسلوب الانعكاس ثلاثي النقاط لتوقيت سوق الأسهم باستخدام النقاط والأرقام، الطبعة الأولى 1947 - نفدت طبعته
- كوهين، أ.و. طريقة تشارتكرافت للتداول بالنقط والأرقام - نهج فني للتداول في سوق الأسهم
- كوهين، AW تحليل المؤشرات الفنية باستخدام تقنية النقطة والرقم
- دي فيليرز، فيكتور وأوين تايلور. طريقة النقطة والرقم - لتوقع تحركات أسعار الأسهم ،(ردمك 1-883272-83-1)
- دي فيليرز، فيكتور طريقة النقطة والشكل - لتوقع تحركات أسعار الأسهم - إعادة طباعة طبعة عام 1933 بما في ذلك مخطط عن انهيار عام 1929،(ردمك 0-930233-64-6)
- دي فيليرز، فيكتور تايلور. ديفيليرز وتايلور في رسم النقاط والأرقام(ردمك 0-273-64975-2)
- دورسي، توماس ج. نصائح توم دورسي للتداول - دليل النجاح في سوق الأوراق المالية ،(ردمك 1-57660-077-7)
- دورسي، توماس ج . سيشر Anlegen mit Point und Figure. Klare Signale mit einfachen Methoden ,(ردمك 3-932114-38-8)
- دو بليسيس، جيريمي الدليل النهائي للنقاط والأشكال، دليل شامل للنظرية والاستخدام العملي لطريقة رسم النقاط والأشكال ،(ردمك 1-897597-63-0)
- Hauschild، K. and Winkelmann، M. (1985)، Kapitalmarketeffizienz und Point and Figure Analyse، الائتمان ورأس المال ، 18.
- كوفمان، بيري جيه. (2005)، أنظمة وطرق التداول الجديدة ، الفصول 5 و21،(ردمك 978-0-471-26847-5)
- ليبو، تشارلز ولوكاس، ديفيد (1991)، دليل المتداولين الفنيين للتحليل الحاسوبي لأسواق العقود الآجلة ،(ردمك 978-1-55623-468-2)
- ريفالاند، مارك مارك ريفالاند حول التداول المتأرجح ، 214 صفحة، غلاف ورقي،(ردمك 1-897597-19-3)
- ستوتنر، ر. (1990)، - تحليل مرشحات P&F، واستراتيجية المتوسط، وشراء وعقد، Jahrb. و. ناشيونال أوك. و. ستات. ، 207.
- ويبر هاينريش وكيرميت زيج. الدليل الكامل لرسم النقاط والأشكال: العلم الجديد لفن قديم(ردمك 1-897597-28-2)
- ويلان، ألكسندر هـ. دراسة تساعد في تقنية النقطة والشكل ، الطبعة الأولى 1947 - نفدت طبعته